# Sugawara (Klan)

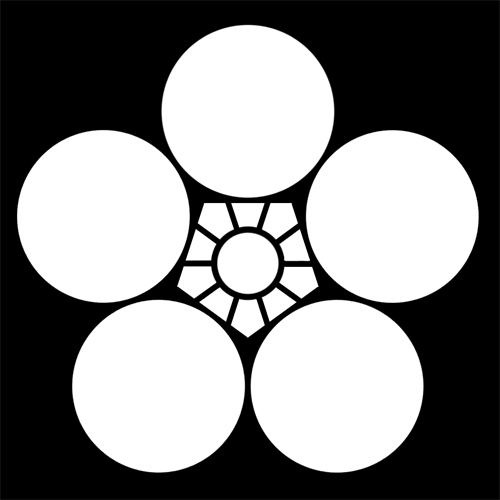
Wappen der Sugawara, Pflaumenblüte

Bei der Familie der Sugawara (japanisch 菅原氏 Sugawara-uji) handelt es sich um ein japanisches Adelsgeschlecht, dessen Mitglieder in der Nara- und Heian-Zeit meist als Mediziner, Lehrmeister und Dichter, seltener in politischen Positionen tätig waren.
Der Name wurde 781/6/25 vom Kammu-Tennō für die Angehörigen des Haji-Klan (土師氏) geschaffen, nachdem Haji no Sukune Furuhito, der gegen Ende der Hōko-Ära 770-81 stellvertretender Gouverneur der Provinz Tōtōmi war, eine entsprechende Petition eingereicht hatte. Er wurde damit zum Ahnherrn der Familie.

## Frühgeschichte: Haji-Klan
Die von 15 Mitgliedern des Haji-Klans 781 eingereichte Petition zur Namensänderung, die im Shoku Nihongi überliefert ist, gibt die Frühgeschichte des Geschlechts folgendermaßen wieder: Der Urahn des Klans war der kami Amenohohi. Sein Nachfahr in der 14. Generation war Nomi-no-Sukune. Zur Zeit der Herrschaft des Suinin (traditionell reg. 97 v. u. Z. – 30 u. Z.) wurde er um Rat zu den einzuhaltenden Begräbnisriten für die Gemahlin Hibasuhime befragt. Nomi riet, nicht, wie bisher üblich, die Vasallen mit der Herrin lebendig zu begraben, sondern stattdessen Tonfiguren zu verwenden. Unter seiner Leitung schufen 300 Töpfer die ersten dieser Figuren, die als Haniwa bekannt sind. Für diese Erfindung und die den Kaisern späterer Zeit geleisteten Dienste sollte der Name der Familie nach ihrem Wohnort in Sugiwara geändert werden.
Weiterhin wird von Nomi no Sukune behauptet, dass er durch seinen Sieg über den vermeintlich stärksten Mann des Reiches Kuehaya von Yamato, das Sumō, wenn auch nicht mit den heutigen Regeln, erfunden habe. Archäologische Befunde dieser Zeit verweisen beide Sachverhalte in das Reich der Legende. Ebenso hat der Brauch des lebendig Begrabens in Japan nie bestanden.
Als gesichert kann gelten, dass den Haji das kabane Muraji zukam und dass der Niehaji-Zweig der Familie in der Frühzeit des Yamato-Staates die Töpfer-be (=Gilde) kontrollierte, die für den Hof arbeiteten. Die Asobi-be waren auf Begräbnisse und die damit zusammenhängenden Riten spezialisiert. Mit dem Aufkommen des buddhistischen Brauchs der Kremation ab 700 wurde diese Aufgabe immer weniger bedeutsam.

## Nara- und Heian-Zeit
Die wichtigsten Führer der Haji unterstützen zunächst die Soga, hatten jedoch, als diese 645 im Taika-Putsch ihre Macht verloren, bereits zur gewinnenden Seite gewechselt. Im Jinshin-Bürgerkrieg (672) half Haji no Umate Prinz Ōama, den als Sieger später herrschenden Temmu. Bei der Reform der kabane 684 erhielt der Klan den dritthöchsten Rang sukune. Ihre erbliche Aufgabe war weiterhin die Leitung des Shoryō-shi, verantwortlich für Errichtung und Verwaltung kaiserlicher Mausoleen. Diese Stellung war nach 768 Angehörigen der kaiserlichen Familie vorbehalten.
Kein Familienmitglied erreichte vor 755 einen höheren Hofrang als den äußeren folgenden 5. untere Stufe. Haji no Ujikatsu, der zeitweise Gouverneur von Kazusa war, wurde 755 als erster in den inneren wirklichen 5. Rang befördert, wohl für seine Leistungen beim Bau des Tōdai-ji. Die Ernennung Furohitos (古人) unmittelbar nach der Namensänderung zum stellvertretender Gouverneur von Tōtomi sollte ihm wohl eine angemessene Pfründe sichern. Vermutlich war Furohito ein Lehrer Kammus gewesen, als dieser noch nicht Thronaspirant war, was die Beförderung der Familie gefördert haben dürfte. Bis 797 hatten drei Zweige des Klans ihren Namen geändert und das höchste kabane ason verliehen bekommen. Die Töpfer der Haji-be gingen mit der Zeit in der allgemeinen bäuerlichen Bevölkerung auf.
Die Familienmitglieder dienten weiterhin in zweiter Reihe als Gelehrte an der Ausbildungsstätte Daigaku, Lehrer der Kronprinzen, Ärzte oder Akupunkteure. Viele waren als Poeten bekannt. Nur vereinzelt hielten sie höhere politische Ämter im Staatsrat, die zu dieser Zeit immer häufiger von Angehörigen der Fujiwara eingenommen wurden. Im Gegensatz zu vielen anderen adligen Familien konnten die Sugawara ihre Stellung bei Hofe durch die Jahrhunderte erhalten, wohl auch, weil sie wenig in der Tagespolitik involviert waren.
In der Geschichte Spuren hinterlassen haben:
- Sugawara no Kiyogimi (菅原清公 auch Kiyotada; 770-842), ein Sohn des Furohito war zunächst Lehrer (tōgū gakushi) des Kronprinzen. In den Jahren 804-5 reiste er in einer führenden Position mit der Botschaft an den chinesischen Kaiserhof, an der auch Tachibana no Hayanari, Kūkai, Saichō und Gishin teilnahmen.[3] Nach seiner Rückkehr zum Owari no suke ernannt, setzte er sich in dieser Provinz für eine Strafrechtsreform nach chinesischem Vorbild ein (Abschaffung von Körperstrafen). Danach wurde er als Daigaku no kami für 23 Jahre Direktor der Ausbildungsstätte, die er nach chinesischen Idealen zu reformierten suchte. Seine Söhne waren Yoshinushi und Koreyoshi. Die Schriften Ryōunshū und Bunka Shūreishū sind von ihm überkommen.
- Sugawara no Yoshinushi (808-52) wurde 23-jährig, nach Bestehen der Kanzleiprüfung, in den folgenden unteren 5. Rang ernannt und diente als Gouverneur in Ise und Echizen.
- Sugawara no Kajinari (菅原梶成) Studierte 834-38 in China Medizin. Seit 842 war er Arzt und Akupunkteur des Kaisers.
- Sugawara no Hirosada (菅原廣貞; ?-870) wurde in Settsu geboren, sein ursprünglicher Name war Izumo no Muraji Hirosada. Zeitweise war er Gouverneur von Shimano und der Titularregierungsbeamte von Tajima. Als Leibarzt bei Hofe erteilte ihm und Abe no Ason Manao der Kaiser den Auftrag die Sammlung medizinischer Schriften Daidō ruijū hō zusammenzustellen. Es handelte sich hierbei um die erste solche Sammlung in Japan. Das 100-bändige Werk wurde 808 dem Heizei-Tennō präsentiert. Das Original ist wohl beim Brand der Palastbibliothek 875 vernichtet worden, es sind jedoch Fragmente aus Abschriften bekannt. Der konfuzianische Gelehrte Motoori Norinaga hielt diese für eine Fälschung, was durch neuere Forschung widerlegt ist.[4]
- Sugawara no Minetsugu (菅原峯嗣; 792-869) war ein Sohn des Izumo Hirosada und als Arzt und Akupunkteur Chefarzt des Hofes. Er ging 863 in den Ruhestand.[5] Er ist der Zusammensteller des 10-bändigen medizinischen Lehrbuchs Kinrampō das wohl auch 875 verbrannt ist.[6]
- Sugawara no Koreyoshi (菅原是善; 812-880) hielt die gleichen Stellungen wie sein Vater Kiyogimi. An der Erstellung des Werks Montoku Jitsuroku („Chronik der Regierung Montokus“) und Tōgū jetsuin war er federführend beteiligt. Er ist der Vater von Sugawara no Michizane.
- Zum Poeten und Politiker siehe Hauptartikel: Sugawara no Michizane
- Sugawara no Atsuhige war der 5. Sohn von Michizane und Professor (monjō hakase) für chinesische Geschichte und Schrift an der Daigaku. Seine Poesie ist in die Werke Fusōshu und Honchō monzui mit aufgenommen.
- Sugawara no Fumitoki (菅原文時; 899-981), Enkel von Michizane, Sohn Takatsushis. Poet, der als Professor an der Daigaku für eine Förderung der Bildung, Verbot von Luxus und Reform der Verwaltung – die zu dieser wegen der wegbrechenden Steuereinnahmen dringend nötig war – ein. Er richtete 954 eine entsprechende Petition an die himmlische Majestät. Seine Begabung geschliffene Texte zu verfassen, war weit bekannt, bedeutende Dichter wie und Minamoto no Tanemori baten ihn ihre Texte korrekturzulesen.
- Sugawara no Sukeaki (?-982) war ein Waka-Dichter, Sohn des Fumitoki. Seine Werke sind in die Ruijū kudai shō, Honchō Monzui und Jai-wakashū aufgenommen.
- Sugawara no Sukemasa (菅原輔正; 925-1009), Sohn des Arimi, war Lehrer des Kronprinzen, der später als En’yū-Tennō von 969-84 regierte. Im Jahre 950 wurde er Leiter der Daigaku. Während er als Verwalter des Dazaifu tätig war, ließ er den Takōtō-Turm errichten. Seine Werke sind in die Honchō Reisō und Chōya Gunsai mit aufgenommen.
- Sugawara no Takasue war Gouverneur von Kazusa und Hitachi, später dann Auditor bei Hofe. Seine Tochter war die Dichterin Sugawara no Takasue no Musume (d. h. „Tochter des Sugawara no Takasue“ 1008-?), deren eigentlicher Name nicht bekannt ist.
- Sugawara no Arizane war Kenner des chinesischen Rechts und um 1085 vorsitzender Richter.
- Sugawara no Nagamori (菅原長守, auch: Takatsuji no Nagamori) war Lehrer an der Daigaku im 4 folgenden Rang.
- Sugawara no Tamenaga (菅原爲長; 1158-1246), ein Sohn des Nagamori, ist bekannt als Waka-Dichter, dem das Buch Jikkin shō zugeschrieben wird. Er war Lehrer des späteren Tsuchimikado-Tennō (r. 1210–36), auch Chef des Kageyoshi und der Daigaku. Nachdem er in mehreren Ministerien Positionen innegehabt hatte, stieg er bis 1237 zum Kabinettssekretär im Staatsrat auf – seit 1240 im wirklichen 2. Hofrang.
- Sugawara no Arikane (菅原有兼; 1248-1321) war als Lehrer des Hanazono-Tennō einer der letzten bedeutenden Vertreter klassisch chinesischer Bildung. Ihm folgte als Familienoberhaupt der Säufer Tadanaga (忠長; † 1331).[7]

## Kaisergemahlinnen
- Sugawara no Nobuko (菅原衍子), die Tochter Michizanes wurde 869 mit dem Uda-Tennō verheiratet.
- Sugawara no Tsuneko (菅原庸子) eine Tochter von Sugawara no Tanetsune war eine Gemahlin des Reigen-Tennō (r. 1663–78) und Mutter der kaiserlichen Prinzen Inkei-shinnō, Hiroatsu-shinnō, Bunki-joō, und Motohide-joō. Als buddhistische Nonne nahm sie den Namen Hōjuin an.
- Sugawara no Hiroko (菅原寛子) war mit Kaiser Nakamikado (r. 1710–35) verheiratet und Mutter des Prinzen Hirominchi no Shinnō. Diese Tochter des Tanemori trug den Titel einer Keikōin.
- Sugawara no Kazuko (菅原和子; † 1811, 30-jährig) war eine Frau des Kōkaku-Tennō (r. 1780–1817), mit dem Titel Fushōkōin und Mutter des kaiserlichen Prinzen Morihito-shinnō.

## Seitenlinien
Unter den Nachfahren Sugawara no Michizanes entstanden verschiedene Häuser. Auf Michizane führt sich u. a. der Owari-Zweig der Maeda zurück.
Die Familie spaltete sich bis 1400 in folgende Linien: Takatsuji, Gojō, Higashibōjō und Karahashi.
Unter den Söhnen des Sugawara no Tamenaga bildete sich die Takatsuji-Familie (高辻家), deren Ahnherr Takatsuji Nagashige (高辻長成; 1205–1281) war, der als Staatsrat den wirklichen zweiten Rang erreichte. Später bildete sich daraus die Higashibōjō-Linie (東坊城家) aus. Ein weiterer Sohn Tamenagas Gojō Takanaga (五条高長; 1210–84), der als Minister dem Nori-no-tsukasa (Beamten- bezw. Zeremonienministerium) vorstand, ist der Gründer der Gojō-Linie (五条家). Die Kiyooka (清岡家) sind eine weitere Abspaltung der Gojō. Der Vorstand der Nishi-Takatsuji Nobukane erhielt 1882 den Rang eines Barons.
Von anderen Sugawara stammen die Karahashi (唐橋家). Alle diese Geschlechter erhielten bei der Adelsreform der Meiji-Zeit den Stand eines Shishaku. Die Yagyū-Linie war vom Shōgun Tokugawa Iemitsu geadelt worden. Sie hielten vor der Restauration ein gleichnamiges Lehen mit einem Einkommen von 10.000 koku mit Sitz in der gleichnamigen Dorfgemeinde (heute Stadtteil von Nara) im Bezirk Soekami der Provinz Yamato.
Weitere Träger des Namens (nicht am Hof) siehe: Sugawara
Sugawara no Michizane
Sugawara no Takasue no Musume